# Borboryctis
 Borboryctis is een geslacht van vlinders uit de familie mineermotten (Gracillariidae).

## Soorten
- Borboryctis euryae Kumata & Kuroko, 1988
- Borboryctis triplaca (Meyrick, 1908)